# Conduite à gauche (film)
Pour les articles homonymes, voir Conduite à gauche.
Pour plus de détails, voir Fiche technique et Distribution.
Conduite à gauche est un film français réalisé par Guy Lefranc, sorti en 1962.

## Fiche technique
- Titre : Conduite à gauche
- Réalisation : Guy Lefranc
- Scénario : François Chavane, Jean Redon
- Dialogues : René Barjavel, Jean-Loup Dabadie
- Photographie : Henri Picavet
- Son : Raymond Gauguier
- Décors : Georges Lévy
- Musique : Marc Lanjean
- Montage : Robert Isnardon
- Production : Cinéphonic - Optimax Films
- Pays d'origine :  France
- Durée : 80 minutes
- Date de sortie : France, 13 juin 1962

## Distribution
- Dany Robin : Catherine
- Marcel Amont : Pierre
- Noël Roquevert : Francis
- Henri-Jacques Huet : Michel
- Madeleine Clervanne : Mme Palmyre
- Guy Tréjan : Antoine
- Mathilde Casadesus : la cliente